# Arachnospila minutula
Arachnospila minutula (лат.) — вид дорожных ос рода Arachnospila (Pompilidae). Палеарктика.

## Описание
Среднего размера красно-чёрная дорожная оса. Длина 5—12 мм. Самцы отличаются от других видов подрода менее развитыми затылочными углами головы, прямым затылком, соотношением длины глаз и щеки, а также строением гениталий. Верхняя губа в передней части прямая, лоб и проподеум выпуклые.

## Распространение и экология
Этот вид встречается в Палеарктике: Европа, Ближний Восток, Монголия. В России отмечен от Европейской части до Сибири и Дальнего Востока. Лёт отмечается с июля по август.